# Neill S. Brown
Neill Smith Brown (18 de abril de 1810 – 30 de janeiro de 1886) foi um político americano. Ele foi o 12º governador do Tennessee, com mandato de 1847 a 1849. Foi designado Ministro dos Estados Unidos para Rússia de 1850 até 1853. Ele também exerceu vários mandatos na Câmara dos Representantes do Tennessee sendo Presidente da mesma de 1855-1857. Membro do partido Whig ao longo da vida, Brown fez campanha para manter Tennessee na União, nos anos que antecederam a Guerra Civil.

## Início de vida
Brown nasceu no Tennessee, no Condado de Giles, filho de Duncan e Margaret Smith Brown. Seus antepassados eram escoceses e irlandeses, e seu avô, Angus Brown, era um veterano da Revolução Americana. Seu pai foi um fervoroso Whig. Brown ingressou na Manual Labor Academy em Spring Hill, Tennessee e também lecionou em escola, no Condado de Giles para seu sustento. Após estudar direito com o juiz James Trimble, foi admitido à advocacia em 1834 e brevemente praticou em Pulaski, Tennessee.
Em 1835, Brown mudou-se para o Texas, mas rapidamente frustrou-se com a falta de organização de lá e retornou para o Tennessee, depois de alguns meses. Em 1836, ele lutou no Primeiro Grupo Montado de Voluntários do Tennessee na segunda guerra do Seminole (Guerras Seminoles) sendo promovido ao posto de sargento-mor.

## Política no Tennessee
Brown foi dos fundadores do partido de Whig do Tennessee. Ele foi um eleitor para Hugh Lawson White em 1836, e fez campanha para William Henry Harrison e Henry Clay nas eleições presidenciais de 1840 e 1844, respectivamente. Ele foi eleito para a Câmara dos Representantes do Tennessee, em 1837, tornando-se o mais jovem membro do legislativo durante o período de 1837 a 1839. Em 1843 Neill S. Brown disputou contra o incumbente democrata Aaron V. Brown para uma vaga na Câmara dos Representantes dos Estados Unidos pelo 6º distrito do Tennessee, mas foi derrotado.
Em 1847 Neill S. Brown venceu a nomeação Whig para governador. Seu adversário mais uma vez foi Aaron V. Brown, que havia sido eleito governador em 1845. Aaron Brown, um associado do presidente James K. Polk, foi um fervoroso defensor da Guerra Mexicano-Americana, enquanto o Neill Brown se opôs. A guerra foi inicialmente popular, mas os Tennesseanos estavam frustrados em 1847, e então Neill Brown conseguiu vencer a eleição por uma margem estreita de votos. Os Whigs ganharam também o controle da Câmara dos representantes.
Durante o único mandato de Brown como governador, ele supervisionou a conclusão de uma Escola Estadual para cegos em Nashville e uma escola pública para surdos em Knoxville, ambas haviam sido iniciados durante a administração de seu companheiro whig, o governador James C. Jones no início da década. Brown também assinou uma lei para criação e estabelecimento de escolas públicas em todo o estado,  mas, como foi delegado para os governos locais a implementação das disposições desta lei, muito pouco foi feito.
O fim da Guerra Mexicano-Americana levantou a questão da expansão da escravidão no território recém adquirido. Brown se opôs ao Proviso de Wilmot, que determinava a proibição da escravidão em todo o território adquirido como resultado da Guerra Mexicano-Americana, mas a divisão nacional do partido Whig sobre a questão manchou a imagem do partido no Tennessee escravagista. Embora Brown disputasse reeleição em 1849, acabou derrotado pelo General William Trousdale.

## Ministro para a Rússia

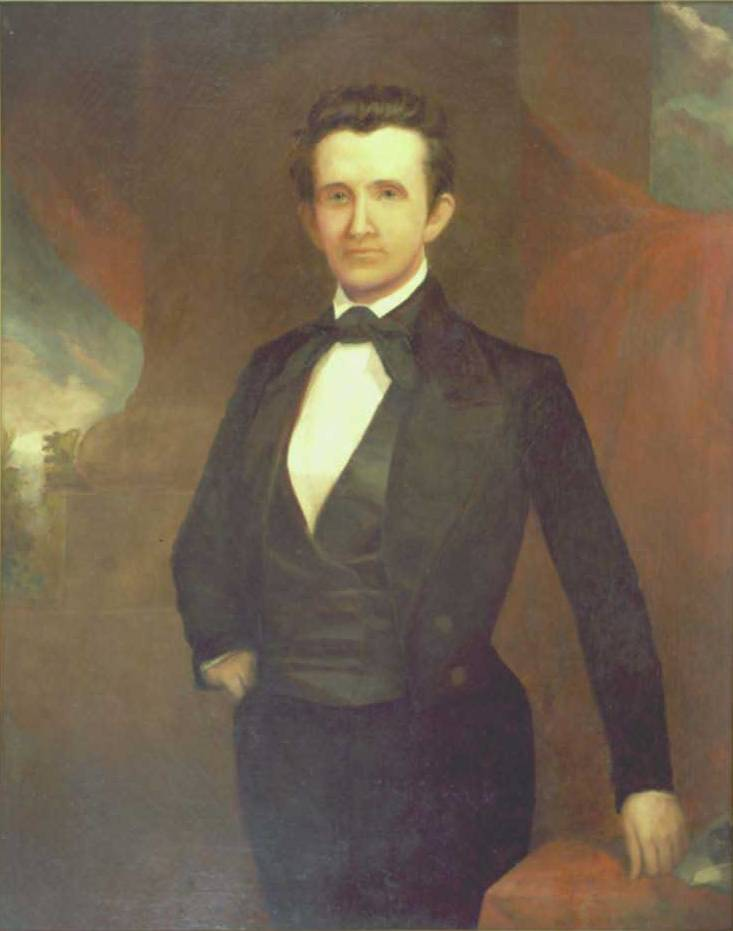
Retrato de Brown por Nicola Marschall

Após a derrota de Brown para governador do Tennessee na eleição de 1849, o presidente Zachary Taylor, com a insistência do senador whig John Bell do Tennessee, nomeou-o Ministro dos Estados Unidos para a Rússia em 2 de maio de 1850. Brown chegou a São Petersburgo no final de julho de 1850 e foi apresentado ao imperador Nicolau I da Rússia em 13 de agosto de 1850. Desacostumado com o rigoroso inverno russo, Brown adoeceu nos primeiros meses após sua chegada e em seguida, renunciou como ministro em janeiro de 1851, afirmando que o clima russo era "inadimissível para um ser humano". Após a sua recuperação em março de 1851, no entanto, ele retirou sua renúncia.
Brown chegou à Rússia num momento turbulento em assunto Russo-americano. O Imperador estava preocupado com as recentes revoluções de 1848, que consistiam basicamente em revoltas democráticas contra as monarquias e estava ciente de que muitos americanos simpatizavam com essas revoltas. Americanos, do mesmo modo, estavam indignados com a intervenção da Rússia na Revolução húngara de 1848, e sua destituição do líder pró-democracia Lajos Kossuth, com alguns americanos clamando por uma intervenção em nome de revolucionários. Embora Brown pessoalmente desaprovasse as ações de Nicholas, ele advertiu, no entanto, aos líderes americanos que Kossuth era rebelde sistemático e argumentou que a intervenção americana seria desastrosa.
Brown teve uma visão um tanto pessimista da sociedade russa. Ele afirmou que o russos não tinham o espírito criativo e sistematicamente copiavam inovações de outros países, por exemplo na indústria e arte. "Tudo que eles possuem é emprestado", escreveu, "exceto o clima miserável". Enquanto ele elogiou a ética de trabalho de Nicholas, ele estudou o imperador minuciosamente em seus vários departamentos. Brown ficou constantemente frustrado pelos atrasos burocráticos e a censura russa do correio e da terrível imprensa. Ele também estava preocupado com a ascensão do slavophilia (movimento que negava valores europeus ocidentais), que acreditava não poder competir com a cultura ocidental.
Apesar de suas dúvidas sobre a sociedade russa, Brown instou os Estados Unidos para competir no grande mercado russo. Ele ajudou a convencer o imperador a abandonar um aumento dos impostos sobre as importações de algodão, garantiu a aceitação russa do Tratado Clayton-Bulwer entre os Estados Unidos e a Grã-Bretanha. Em suas últimas semanas no cargo, Brown expressou preocupação sobre a preparação para a Guerra da Crimeia, e os efeitos que esses conflitos poderiam ter sobre os interesses comerciais dos Estados Unidos.

## Crise da secessão, a Guerra Civil e últimos anos
Após seu retorno da Rússia, Brown retomou seu papel como um dos líderes dos Whigs do Tennessee. Após o colapso do partido Whig nacional, alinhou-se com o partido Know Nothing e em 1855 foi novamente eleito para a Câmara dos Representantes do Tennessee, desta vez representando o Condado de Davidson. Ele foi selecionado como presidente da câmara pouco depois.
Em meados da década de 1850, Brown fez campanha em todo o estado em nome do candidato para presidência Millard Fillmore, mas em grande parte foi ofuscado pela ascensão política do democrático e futuro governador confederado Isham Harris, que estava em campanha em nome de James Buchanan. Brown participou da convenção do Partido União Constitucional em 1860 e ajudou a indicar o companheiro Tennesseano John Bell como candidato à Presidência do partido.
Em 18 de abril de 1861, após o ataque a Fort Sumter na Carolina do Sul, Brown e vários outros líderes do Whig publicaram uma carta reafirmando sua postura pró-União. Enquanto eles afastaram-se da secessão rotulada "como um direito constitucional e como um remédio para os males existentes", inobstante afirmaram que o Tennessee e outros Estados do Sul se viram obrigados a defender-se devido a invasão das tropas federais.
Em maio de 1861, Oliver Perry Temple, um advogado do partido Whig de Knoxville, reuniu-se com Brown e vários outros líderes do partido Whig em Nashville. Temple recordou mais tarde que Brown parecia "paralisado" pela rápida ascensão do sentimento separatista na cidade, mas, no entanto, entregue a uma "eloquente" denúncia da secessão. Logo após esta reunião, no entanto, Brown abandonou seu apoio para a União e marchou em um desfile em Nashville para apoiar os novos Estados Confederados da América. Quando os soldados da União ocuparam Nashville em 1862, Brown foi preso e sua casa foi incendiada.
Após a guerra, o governador radical do Tennessee, William Brownlow, ordenou a prisão de Isham Harris e ofereceu uma recompensa de $5.000 por sua captura. Exilado na Inglaterra, mas com desejo de retornar ao Tennessee, Harris contatou com Brown em 1867 e pediu sua ajuda. Brown fez uma visita ao Brownlow, com quem tinha feito campanha em toda a década de 1850 e pediu clemência em nome de Harris. Brownlow imediatamente deferiu o pedido e ofereceu a imunidade de Harris e retirou o mandado de detenção.
Embora Brown não estivesse muito envolvido na política depois da guerra, ele compareceu a Convenção constitucional de estado de 1870, que compôs a atual Constituição do Tennessee. Ele também fez campanha para seu irmão mais novo, John C. Brown, que foi o governador do Tennessee de 1871 a 1875.

## Morte
Brown morreu em 30 de janeiro de 1886 e foi enterrado no cemitério de Monte das oliveiras em Nashville, Tennessee.

## Fonte da tradução
- Este artigo foi inicialmente traduzido, total ou parcialmente, do artigo da Wikipédia em inglês cujo título é «Neill S. Brown».